# Philippus Vethaak
Philippus Vethaak (1 de outubro de 1914 — 23 de setembro de 1991) foi um ciclista holandês.
Defendeu as cores dos Países Baixos participando na prova individual e por equipes do ciclismo de estrada nos Jogos Olímpicos de Verão de 1936, disputadas na cidade de Berlim, Alemanha.